# Treehouse (Sofi Tukker)
Treehouse è l'album di debutto del duo statunitense Sofi Tukker, pubblicato il 13 aprile 2018 dalla Ultra Music.
L'album fu anticipato dai singoli Fuck They, Best Friend, Energia, Baby I'm a Queen e Batshit.
Nel 2020, il brano Good Time Girl viene inserito nella colonna sonora della serie TV The New Pope.

## Tracce
1. Fuck They – 3:04
2. Energia – 3:07
3. Benadryl – 3:16
4. Batshit – 3:23
5. Good Time Girl (feat. Charlie Barker) – 3:04
6. Johny – 3:04
7. My Body Hurts – 3:03
8. The Dare – 3:11
9. Baby I'm a Queen – 3:28
10. Best Friend (feat. Nervo, The Knocks e Alisa Ueno) – 3:04